# Giverville
Giverville ist eine französische Gemeinde mit 382 Einwohnern (Stand 1. Januar 2022) im Département Eure in der Region Normandie.

## Geografie
Giverville liegt im Lieuvin, 25 Kilometer nordöstlich von Lisieux zwischen den Nachbargemeinden Morsan im Südosten und Le Mesnil-Saint-Jean im Nordwesten. Die Weiler und Gehöfte Vicquemare, La Vallée, La Bertinière, Domnesque, Gournay, La Garenne, La Pilonnière, La Haye, Hue, Eplandres, Louvigny, La Haye du Bosc, Le Boscgroult, La Huberdière, Le Val, La Mare Poulain und Marchères gehören zur Gemeinde. Nordöstlich des Ortskerns liegt der Wald Bois des Grippes.

## Geschichte
Giverville wurde 1025 erstmals als Gebberti villa urkundlich erwähnt, und 1050–1056 als Givardi villam (Fauroux 53). Der Ortsname ist aus einem germanischen Personennamen und der Ortsnamensendung -ville (Villa) zusammengesetzt.
Im Jahr 1066 schenkte Guillaume Giroie, Seigneur von Montreuil-l’Argillé und Échauffour, Giverville (Guiardivilla) dem 1597 zerstörten Kloster Sainte-Catherine du Mont (auch Sainte-Trinité du Mont genannt), das sich in Rouen befand. Diese Schenkung wurde von Wilhelm dem Eroberer (1027/28-1087) als Zeugen unterzeichnet. 1156 wurde die Schenkung nochmals in einer Bulle des Papstes Hadrian IV. († 1159) bestätigt. Abgesehen von diesem kirchlichen Lehnsherrn, gab es untergeordnete weltliche Lehnsherrn, die Seigneurs von La Poterie. 1255 und 1304 wurde Mathieu de la Poterie urkundlich erwähnt, 1436 gehörte dieses Lehen Georges de Huet. Pierre Pillon kaufte das Lehen 1567. Sein Vater war ein Beamter der Gabelle in Pont-Audemer dann Beamter der Forstverwaltung von Montfort-sur-Risle und wurde 1545 geadelt. 1580 wurde Pierre Pillon Berater am Finanzgerichtshof Cour des Aides de Normandie und 1585 durfte er seinen Namen in de Giverville ändern. Nach der Auflösung des Klosters Sainte-Catherine du Mont im Jahr 1598 wurde Giverville an das Kartäuserkloster in Gaillon vergeben. Charles de Giverville wurde deshalb 1602 beim Kloster in Gaillon vorstellig. Der Adelsrang seines Sohnes Jean wurde 1686 bestätigt, dessen Frau wurde 1671 im Chor der Kirche beerdigt. 1674 folgte Louis de Giverville Henri de La Tour d’Auvergne, vicomte de Turenne (1611–1675), in den Holländischen Krieg (1672–1679). 1767 verkaufte das Kloster sämtliche Lehensrechte an Louis de Giverville, dessen Sohn Jean-Louis († 1788) das heutige Schloss erbauen Ließ.

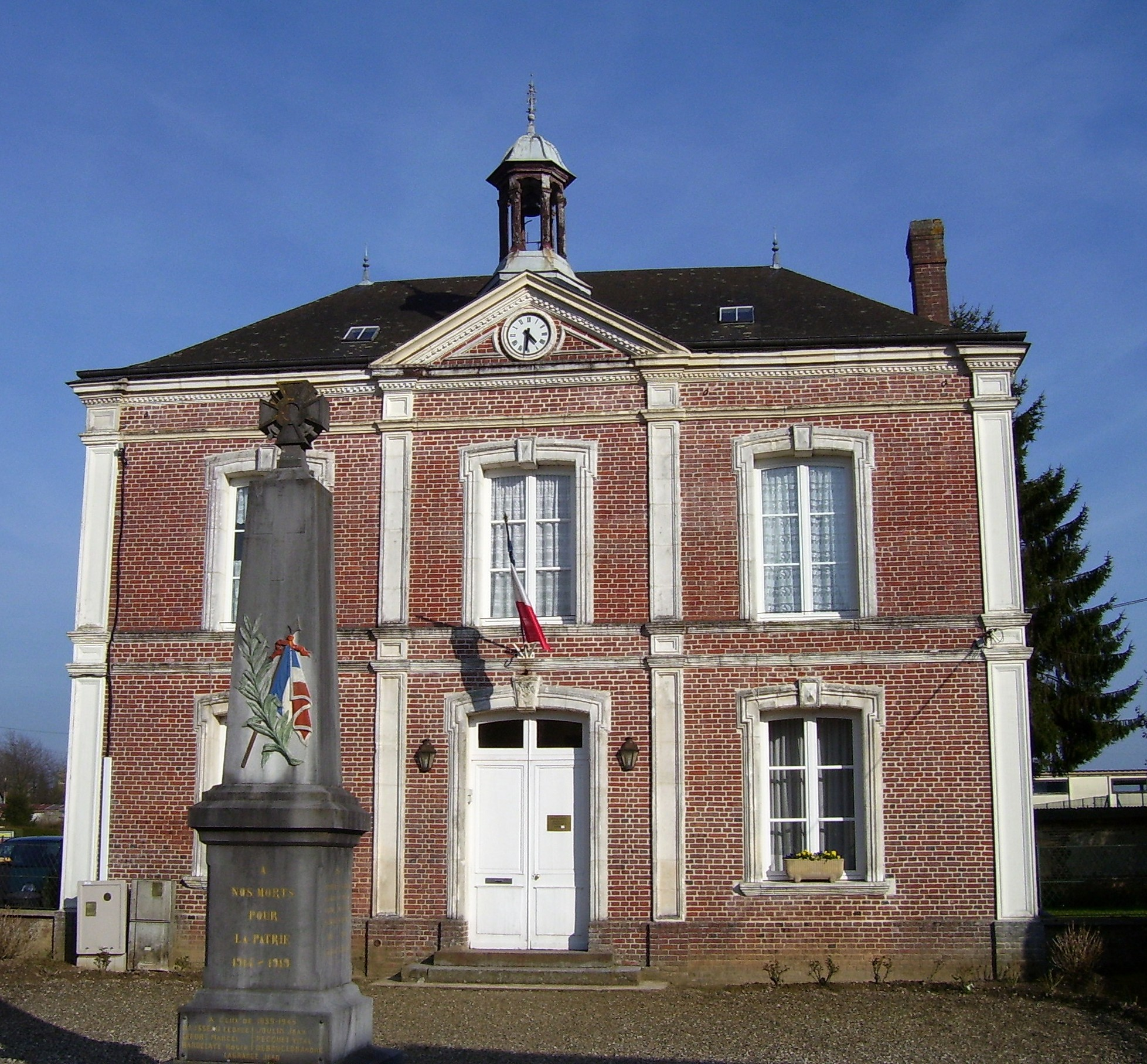
Rathaus

1793 erhielt Giverville im Zuge der Französischen Revolution (1789–1799) den Status einer Gemeinde und 1801 das Recht auf kommunale Selbstverwaltung. Jean-Louis Sohn Armand de Giverville musste während der Revolution außer Landes gehen, erhielt aber 1803 das Schloss zurück. Der letzte de Giverville starb 1889.
Im Zuge des Zweiten Weltkriegs (1939–1945) wurde das Schloss von Giverville von den deutschen Besetzern als Stützpunkt genutzt. In der Nacht vom 21. zum 22. September 1940 explodierten drei Sprengsätze in der Nähe des Schlosses. Der deutsche Kommandant nahm darauf fünf Bewohner des Ortes als Geiseln fest. Fünf weitere Bewohner mussten sich täglich beim Schloss melden. Den Einwohnern war es verboten, die Ortschaft für mehrere Tage zu verlassen oder sie zwischen 20 Uhr abends und 7 Uhr morgens zu betreten. Am 24. August 1944 wurde Giverville von kanadischen Truppen befreit.
Die heutige Pfarrei von Giverville ist katholisch und gehört zur Pfarrei Montgeoly in Montfort-sur-Risle.
| Jahr      | 1793 | 1806 | 1856 | 1886 | 1901 | 1954 | 1975 | 1990 | 2006 | 2017 |
| --------- | ---- | ---- | ---- | ---- | ---- | ---- | ---- | ---- | ---- | ---- |
| Einwohner | 734  | 780  | 639  | 504  | 429  | 362  | 358  | 262  | 294  | 400  |

Am meisten Einwohner hatte Giverville 1806 (780). Im weiteren Verlauf des 19. und im 20. Jahrhundert sank die Bevölkerungszahl. 1990 hatte Giverville nur noch 262 Einwohner.

## Sehenswürdigkeiten

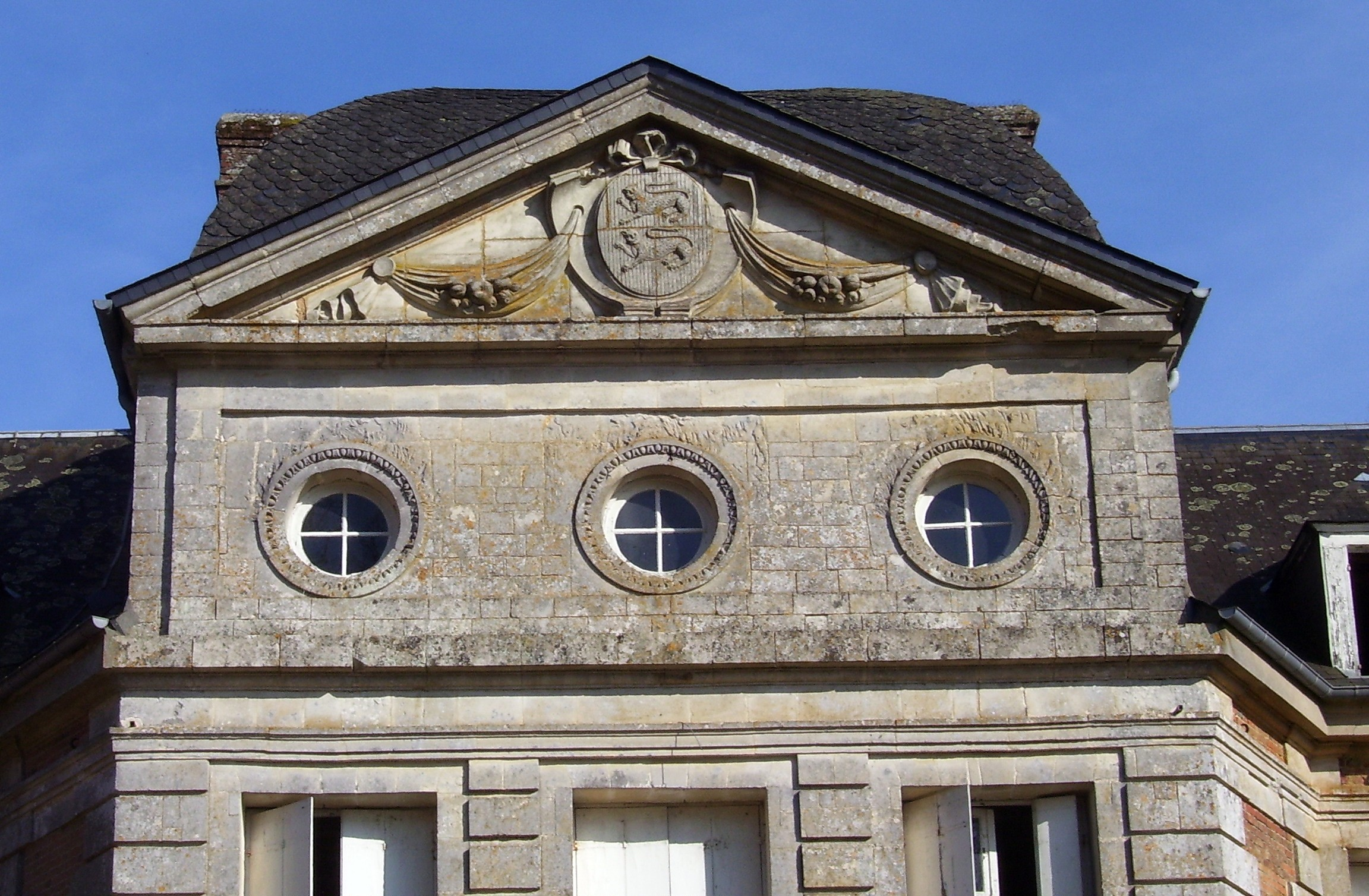
Dreiecksgiebel am Schloss

Das Schloss von Giverville und sein Park sind offiziell als Site Inscrit (Kultur- und Naturdenkmal) eingestuft. Das Schloss stammt aus dem Ende des 18. Jahrhunderts. 1933 bis 1939 gehörte es der Mutter von Maurice Petsche, dem ehemaligen Parteivorsitzenden der CNIP. Sie ließ die Wappen der Familie Giverville auf den Dreiecksgiebeln durch die Wappen der Normandie ersetzen. Nach dem Zweiten Weltkrieg wurde es als Ferienlager für Schüler aus der Gegend um Calais verwendet. Dann wurde es wieder verkauft und restauriert, befindet sich heute jedoch in einem vernachlässigten Zustand. Die Bäume der Allee, die vom Schloss zur Straße führt, wurden durch den Orkan Lothar am 26. Dezember 1999 beschädigt.
Die Pfarrkirche Notre-Dame stammt aus dem 16. Jahrhundert. Die Fassade besteht aus Hornstein und hellen Steinen, die im Schachbrettmuster angeordnet sind. Der Chor stammt aus dem 17. Jahrhundert. Einige der Fenster aus dem 16. Jahrhundert sind erhalten geblieben. Auf dem Friedhof an der Kirche stehen riesige alte Eiben. Das Taufbecken der Kirche stammt aus dem 13. Jahrhundert, es wurde 1912 als Monument historique (historisches Denkmal) klassifiziert. Das Altarretabel des nördlichen Seitenaltars stammt aus dem 17. Jahrhundert. Das Retabel ist im Stil des Bildhauers Michel Lourdel (1577–1676) gehalten. Es zeigt einen unterbrochenen Dreiecksgiebel der ein Heiligstes Herz Jesu umrahmt, das über einer Schale mit Früchten schwebt. Das Retabel wurde 1907 als Monument historique eingestuft. Fünf Verglasungen wurden 1922 von der damaligen Comtesse de Giverville gespendet. Sie wurden von Jean-Baptiste Devisme aus Rouen gefertigt. Der Portalvorbau der Kirche wurde 1817 angebaut.

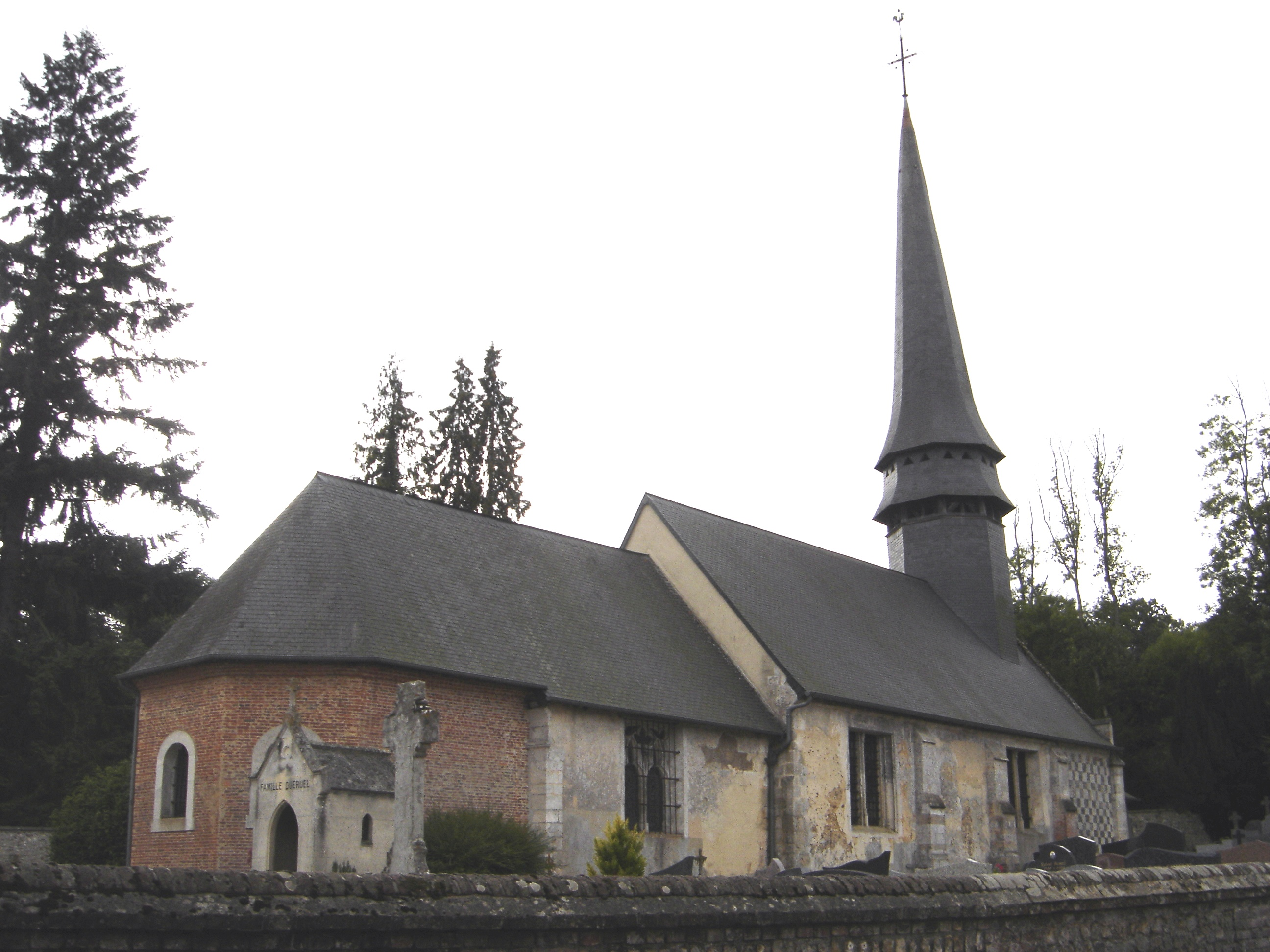
Kirche Notre-Dame

Das Haus der Confrérie de charité („Bruderschaft der Barmherzigkeit“) wurde um 1753 erbaut. Die Confréries de charité sind eine normannische Einrichtung, die besonders im Département Eure gepflegt wird. Die Bruderschaften bestehen aus hochrangigen Mitgliedern der Gemeinde und kümmern sich um Beerdigungen bedürftiger Gemeindemitglieder und Ähnliches. Untereinander unterscheiden sich die Bruderschaften durch ihre Prozessionsfahnen. Die Bruderschaft von Giverville hat die Heiligen Blasius von Sebaste und Margareta von Antiochia als Schutzpatrone. Sie wurde 1240 von Papst Gregor IX. gegründet, ihre Satzung wurde aber erst 1435 geschrieben. Die Bruderschaft hat heute noch neun Mitglieder.
Die römisch-katholische Gemeinschaft Communauté de Giverville ist Teil der Pfarrei Montgeoly des Bistums Évreux.
Das Herrenhaus Château de la Garenne steht im Weiler La Garenne auf halbem Weg von Morsan nach Giverville. Es wurde für die Familie de la Garenne erbaut und ging im 19. Jahrhundert durch Heirat in den Besitz der Familie Mesnil du Buisson über. Es befindet sich heute im Privatbesitz.

## Wirtschaft und Infrastruktur
In Giverville gibt es mehrere Handwerksbetriebe und Geschäfte, der Haupterwerbszweig ist jedoch die Landwirtschaft. Es werden vor allem Weizen, Gemeiner Lein, Raps und Futterrüben angebaut, Hausrinder gezüchtet und Milch produziert. Es gibt außerdem eine ländliche Herberge (Gîte rural) und einen Gasthof (Ferme-auberge).
Auf dem Gemeindegebiet gelten kontrollierte Herkunftsbezeichnungen (AOC) für Pont-l’Évêque, Calvados und Pommeau (Pommeau de Normandie) sowie geschützte geographische Angaben (IGP) für Schweinefleisch (Porc de Normandie), Geflügel (Volailles de Normandie) und Cidre (Cidre de Normandie und Cidre normand).
Die Grundschule in Giverville beschäftigt zwei Lehrer, die zwei Klassen unterrichten. Sie ist Teil des Syndicat Intercommunal à Vocation Scolaire (SIVOS), das aus vier Schulen besteht. Die anderen drei Schulen stehen in den Gemeinden Bazoques, Boissy-Lamberville und Le Theil-Nolent.